# San Juan Cancuc
San Juan Cancuc là một đô thị thuộc bang Chiapas, México. Năm 2005, dân số của đô thị này là 24906 người.